# دجاجة البراري أتواتر
دجاجة البراري أتواتر (الاسم العلمي: Tympanuchus cupido attwateri)، هو نويع معرض بشدة لخطر الانقراض من دجاجة البراري الكبرى موطنه ساحل تكساس ولويزيانا سابقًا في الولايات المتحدة.